# Sydthy
Sydthy é um município da Dinamarca, localizado na região noroeste, no condado de Viborg.
O município tem uma área de 321,92 km² e uma  população de 11 348 habitantes, segundo o censo de 2004.